# Światowy Dzień Wody
Światowy Dzień Wody – święto ustanowione przez Zgromadzenie Ogólne ONZ rezolucją z 22 grudnia 1992, obchodzone corocznie 22 marca.
Powołane zostało w czasie konferencji Szczyt Ziemi 1992 (UNCED) w Rio de Janeiro w Brazylii, w ramach Agendy 21. Powodem był fakt, że ponad miliard ludzi na świecie cierpi z powodu braku dostępu do czystej wody pitnej.
Ideą obchodów jest uświadomienie państwom członkowskim wpływu prawidłowej gospodarki wodnej na ich kondycję gospodarczą i społeczną.

## Obchody
2019 – Nie pominąć nikogo
Obchody koncentrowały się na dostępie do wody dla grup zmarginalizowanych, takich jak kobiety, dzieci, uchodźcy, autochtoni, niepełnosprawni i wielu innych.
2018 – Natura dla wody
Obchody koncentrowały się na poszukiwaniu naturalnych rozwiązań problemów związanych z niedoborem wody na świecie.

## Tematyka obchodów
Corocznie Dzień Wody obchodzony jest pod innym hasłem:
- 2020 – Zmiana klimatu
- 2019 – Nie pominąć nikogo
- 2018 – Natura dla wody
- 2017 – Ścieki jako nieograniczone źródło wody
- 2016 – Woda a praca
- 2015 – Woda a zrównoważony rozwój
- 2014 – Woda i energia
- 2013 – Współpraca w dziedzinie wody
- 2012 – Znaczenie wody dla produkcji żywności na świecie
- 2011 – Woda dla miast
- 2010 – Jakość wody
- 2009 – Wody transgraniczne
- 2008 – Woda a stan sanitarny świata
- 2007 – Niedobór wody
- 2006 – Woda i kultura
- 2005 – Woda dla życia
- 2004 – Woda i kataklizmy
- 2003 – Woda dla przyszłości
- 2002 – Woda dla rozwoju
- 2001 – Woda a zdrowie
- 2000 – Woda dla XXI wieku
- 1999 – Wszyscy mamy wpływ na wykorzystanie wody
- 1998 – Wody podziemne – niewidoczne zasoby
- 1997 – Zasoby wodne świata: czy ich wystarczy?
- 1996 – Woda dla spragnionych miast
- 1995 – Kobiety a woda
- 1994 – Troska o wodę jest obowiązkiem każdego człowieka
- 1993 – Pierwsze obchody (brak hasła)